# Вырвич, Кароль
Кароль Вырвич (пол. Karol Wyrwicz; 2 ноября 1717, Браславский повет, Виленское воеводство — 6 июня 1793, Варшава) — польский историк, географ, публицист, педагог, проповедник и иезуит.

## Биография
Родился 2 ноября 1717 в Браславском повете Виленского воеводства. В юности вступил в Иезуитский орден; был сперва учителем в его школах; по протекции короля Станислава-Августа, дипломатические поручения которого он исполнял неоднократно, был назначен ректором Иезуитской коллегии в Варшаве и управлял ей до самого закрытия в 1776 году. 
В литературе Вырвич был представителем крайних консервативных воззрений и в этом смысле одно время вел полемику с экс-иезуитом Петром Свитковским (1744—1793), издателем «Pamiętnika historyczno-politycznego». 
Учёные труды Вырвича по всеобщей и польской истории и географии: «Continuatio Belscii chronici polonici ad nostra usque tempora seu acta 190 annorum» (Варшава, 1761), «Abrégé raisonné de l’histoire univeselle sacrée et profane a l’usage des pensionnaires du Collége de Nobles» (Варшава, т. I, 1766; т. II, 1771), «Geografija czasόw teraźniejszych» (Варшава, 1768), и более популярная переделка её, с добавлением географии Польши: «Geografija powszechna czasόw teraźniejszych» (Варшава, 1770), имели некоторое значение в свое время, как сборники критически обработанных материалов, к концу XIX века совершенно устарели.
В 1783 году заслуги учёного были отмечены польским орденом Святого Станислава.
Кароль Вырвич умер 6 июня 1793 года в городе Варшаве.